# Michael Billington (Kritiker)

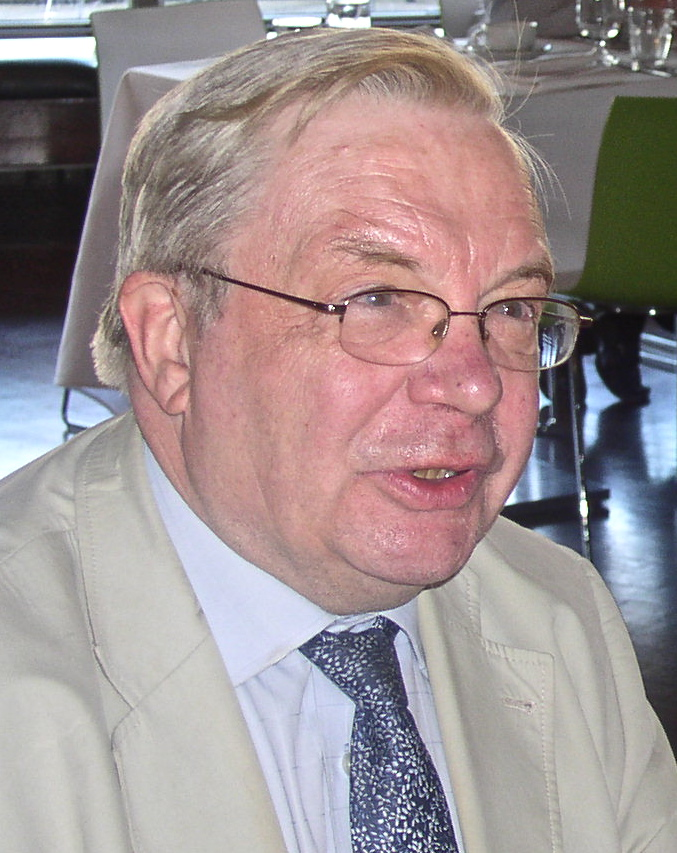
Michael Billington (2010)

Michael Keith Billington OBE (* 16. November 1939 in Leamington Spa, Warwickshire, England) ist ein britischer Autor und Kunstkritiker. Als Theaterkritiker ist er seit Oktober 1971 für The Guardian tätig und damit der dienstälteste Theaterkritiker Großbritanniens (Britain’s longest-serving theatre critic). Er ist außerdem der Autor verschiedener biografischer und kritischer Studien über das britische Theater und andere Kunstformen. Besonders bekannt sind seine Abhandlungen über den Dramatiker Harold Pinter (1930–2008), über den er als autorisierter Biograf mehrere offizielle Werke verfasst hat (am bekanntesten The Life and Work of Harold Pinter, 1996/2007). Für sein kulturhistorisches Werk State of the Nation: British Theatre Since 1945 wurde Billington 2007 mit dem Theatre Book Prize ausgezeichnet. Größere Popularität erreichte zudem seine Dramenübersicht 101 Greatest Plays.

## Leben und Karriere

### Kindheit und Ausbildung
Billington wurde 1939 in Leamington Spa im mittelenglischen Warwickshire geboren und besuchte später die dortige Warwick School, eine unabhängige Jungenschule in Warwick.
Nach seinem Schulabschluss erhielt er 1958 einen Studienplatz am St Catherine’s College der Oxford University, wo er 1961 sein Bachelor-Studium erfolgreich abschloss.
Als Mitglied der Oxford University Dramatic Society (OUDS) spielte Billington 1959 den Priester in The Birds von Aristophanes – sein einziger Auftritt als Schauspieler.
1960 führte er, ebenfalls mit der OUDS, erstmals die Regie bei einer Inszenierung von Eugène Ionescos The Bald Prima Donna. Die Aufführung wurde auch von Harold Hobson besucht, dem damaligen Theaterkritiker der Sunday Times. Obwohl das Stück einen Oxford Theaterwettbewerb gewann und am National Student Drama Festival (NSDF 1960) teilnehmen durfte (gegründet 1956 u. a. durch Hobson), war Billingtons Regiedebüt bei dem Theaterfestival wenig erfolgreich. Dennoch schreibt Billington Hobson zu, sein „Leben verändert“ zu haben. Nach der Festivalteilnahme entschloss er sich, doch keine Karriere als Theaterschaffender einzuschlagen und stattdessen als Theaterkritiker „in Hobsons Fußstapfen zu treten“. Fünf Jahre später wurden sie schließlich sogar Kollegen bei einem gemeinsamen Arbeitgeber, der Times.

### Tätigkeit als Kritiker
Nach seinem Abschluss von der Oxford-Universität trat Billington 1961 seine erste Stelle als Kunstkritiker in Liverpool an, bei Liverpool Daily Post & Echo. Zwischen 1962 und 1964 war er als Pressereferent und Regisseur am Lincoln Theatre Royal in Lincolnshire tätig. Von 1965 bis 1971 rezensierte er Fernsehen, Kinofilme und Theaterstücke für die The Times; von 1968 bis 1978 war er zudem Filmrezensent für die Birmingham Post und von 1968 bis 1981 in dieser Funktion auch für The Illustrated London News tätig. Im Oktober 1971 verließ er die Times für ihren größten Konkurrenten und wurde Theaterkritiker des Guardian. Seit den Achtzigerjahren war Billington zudem Korrespondent der The New York Times für die Londoner Kunstszene. 1988 kam eine Nebenbeschäftigung als Theaterkritiker für das Kulturmagazin Country Life hinzu.
Billingtons Rundfunkkarriere begann 1965. Der zu diesem Zeitpunkt als BBC-Radioproduzent tätige Philip French bat ihn, zwei kurze Radiohörspiele des damals noch nahezu unbekannten Tom Stoppard zu beurteilen, bevor sie über das BBC Third Programme (heute BBC Radio 3) ausgestrahlt werden sollten. Einige Zeit später wurde er Moderator (und Teilnehmer) des Critics Forum (BBC Radio 3, eingestellt 1990) und der Kunstsendung Kaleidoscope (Radio 4, 1973–1998). Auch für zahlreiche andere britische Radio- und Fernsehsendungen zu Themen aus Kunst und insbesondere Theater lieferte er regelmäßig Beiträge.
Billington bloggte zudem für whatsonstage.com und guardian.co.uk, den Online-Auftritt des Guardian. Für dessen neue Online-Domain guardian.com schreibt er weiterhin regelmäßig Beiträge. Bei der überregionalen Tageszeitung hatte er über viele Jahre die Position des leitenden Theaterkritikers inne. Ende 2019 kündigte er seinen Abschied aus der Chefetage an, schreibt aber weiterhin für die Zeitung.

### Akademische Arbeit und Konferenzen
Billington ist mindestens seit 1997 als Dozent für das Penn-in-London-Programm der University of Pennsylvania tätig und leitet zudem Theaterkurse am King’s College London, wo er 2002 erstmals eine Gastprofessur annahm und seither innehat.
Im Dezember 2005 nahm er am Nobel-Bankett in Stockholm teil, anlässlich der Vergabe des Literaturnobelpreises an seinen Landes- und Altersgenossen Harold Pinter. Kurz darauf organisierte und besuchte Billington das internationale Symposium „Pinter: Passion, Poetry, Politics“, welches in Teilen zur Feier von Pinters Auszeichnung mit dem Europäischen Theaterpreis (März 2006 in Turin, Italien) ausgerichtet wurde.
Im April 2007 veröffentlichte Billington seinen Tagungsvortrag (Invited Paper) „Is British Theatre As Good As It Claims?“ Diesen hatte er auf Einladung der Yale University (New Haven, CT, USA) hin für deren Elizabethan Club vorbereitet. Im Anschluss moderierte er eine Podiumsdiskussion im Rahmen der Konferenz Artist and Citizen: 50 Years of Performing Pinter an der University of Leeds, wo er auch die Inszenierung des Belarus Free Theatre Being Harold Pinter besuchte und rezensierte.

### Biografische und wissenschaftliche Abhandlungen
Neben zahlreichen biografischen und wissenschaftlichen Abhandlungen aus seiner Feder zu Themen der britischen Theater- und Kunstszene, darunter auch Bücher über Peggy Ashcroft (1907–1991), Tom Stoppard (* 1937) und Alan Ayckbourn (* 1939), ist Billington auch der offizielle (autorisierte) Biograph des 2005 mit dem Nobelpreis für Literatur ausgezeichneten Dramatiker Harold Pinter (1930–2008), die umfassende Biografie erschien erstmals im Jahr 1996.
Im März 2007 publizierten Faber and Faber Billingtons Buch State of the Nation: British Theatre Since 1945, welches 2007 den Theatre Book Prize der Society for Theatre Research gewann. Die Auszeichnung wurde Billington am 1. April 2008 von Sir Donald Sinden überreicht. Billington sprach seither in zahlreichen Einrichtungen über das Werk, darunter auch das Warwick Arts Centre der University of Warwick, rezensierte über die Zeit seine eigenen Rezensionen.
Nach Pinters Tod am 24. Dezember 2008 berichtete The Bookseller, bei Faber and Faber beeile man sich, eine überarbeitete Fassung von Billingtons biografischem Werk Harold Pinter an den Mann zu bringen, „welche auf die weltweite Reaktion auf Pinters Tod eingehen“ werde und „Ende Januar [2009] zuerst als E-Book erscheinen“ solle.

### Arbeit am Theater
Als Regisseur verantwortete er unter anderem 1987 The Will von Marivaux am Barbican Conservatory in London mit dem Ensemble der Royal Shakespeare Company; 1997 Pinters The Lover und Strindbergs The Stronger am Battersea Arts Centre; und 2008 Pinters Dramen Party Time und Celebration am MacOwan Theatre in Kensington (London) mit Studenten der London Academy of Music and Dramatic Art.

### Persönliches
1978 heiratete Billington Jeanine Bradlaugh. Das Paar wohnt in London, wo es auch die gemeinsame Tochter Natasha Billington aufzog. Billington ist Unterstützer der Labour Party.

## Öffentliche Wahrnehmung, Pop-Kultur
Caroline Graham verwandte Billingtons Namen 1989 in ihrem Roman Death of a Hollow Man, dem zweiten Teil ihrer Tom-Barnaby-Reihe, die später als Fernsehserie Inspector Barnaby (OT Midsomer Murders) adaptiert wurde (das Drehbuch zur entsprechenden Folge 1.02 Death of a Hollow Man schrieb ebenfalls Caroline Graham, es war die einzige der bislang 123 Folgen, die die Romanautorin selbst adaptierte). Detectiv Chief Inspector (DCI) Tom Barnaby bringt in der Geschichte den örtlichen Regisseur und zweifachen Mörder Harold Winstanley dazu, ihm auf die Polizeiwache zu folgen, indem er ihm vorgaukelt, Michael Billington und weitere respektierte Journalisten verschiedener Zeitungen seien angereist, um ihn zu seinem Werk zu befragen. Seinen Status als Inbegriff der britischen Theaterkritik konnte er in den folgenden Jahrzehnten noch weiter festigen.

## Ehrungen
- 2005: Aufnahme in den Kreis der Honorary Fellows des St Catherine’s College der University of Oxford.[7]
- 2007: Theatre Book Prize
- 2009: Verleihung der Ehrendoktorwürde der University of Warwick[29]
- 2013: Ernennung zum Officer of the Most Excellent Order of the British Empire durch die Queen (Namenszusatz OBE)[30]

## Bibliographie
Bücher von Billington
- The Modern Actor. London: Hamilton, 1973. ISBN 978-0-241-02094-4.
- How Tickled I Am: A Celebration of Ken Dodd. London: Elm Tree Books, 1977. ISBN 978-0-241-89345-6.
- Alan Ayckbourn. London: Macmillan, 1984. ISBN 978-0-394-53856-3.  Rev. ed. 1990. ISBN 978-0-394-62051-0.
- Stoppard: The Playwright. London: Methuen, 1987. ISBN 978-0-413-45850-6. ISBN 978-0-413-45860-5.
- Peggy Ashcroft. London: John Murray, 1988. ISBN 978-0-7195-4436-1.
- Approaches to Twelfth Night. London: Nick Hern Books, 1990. ISBN 978-1-85459-007-7. (Herausgeber)
- One Night Stands: A Critic's View of British Theatre 1971–1991. London: Nick Hern Books, 1993. ISBN 978-1-85459-185-2. (Collection of reprinted revs.)
- The Life and Work of Harold Pinter. London: Faber and Faber, 1996. ISBN 978-0-571-17103-3. 1997 [paperback] ed. ISBN 978-0-571-19065-2. (Rev. as Harold Pinter in 2007.)
- Stage and Screen Lives. London: Oxford University Press, 2001. ISBN 978-0-19-860407-5. (Herausgeber)
- Harold Pinter. London: Faber and Faber, 2007. ISBN 978-0-571-17103-3. (Rev. & updated [paperback] ed. of The Life and Work of Harold Pinter [1997].)
- State of the Nation: British Theatre since 1945. London: Faber and Faber, 2007. ISBN 978-0-571-21034-3.

Buchrezensionen über Billingtons Werke
- „The Life and Work of Harold Pinter (Magill Book Reviews)“. Salem on Literature: Magill Book Reviews. eNotes.com (Web). (Buchrezension zur Ausgabe von 1996; spätere überarbeitete Auflage erschien als Harold Pinter [2007].)

Biografische Profile über Billington
- Billington, Michael. Who’s Who 2007: An Annual Biographical Dictionary. London: A & C Black (Bloomsbury Publishing), 2007. ISBN 978-0-7136-7527-6. (159th ed.) Online: Who’s Who 2008.
- Featured Alumni: Michael Billington: Author and Arts Critic, St Catherine’s College. University of Oxford. alumni.ox.ac.uk. Stand: 29. Oktober 2007.
- Michael Billington. in der Datenbank Contemporary Writers in the UK.  British Council, 2007.
- Sleeman, Elizabeth. Billington, Michael. International Who’s Who of Authors and Writers 2004.  London: Routledge, 2003, S. 55. ISBN 1-85743-179-0.

Medienbeiträge und Clips über Billington
- Michael Billington. BBC, Results from BBC Audio & Video (RealMedia Audioclips).
- Michael Billington: Q&A – Pinter at the BBC. BBC Four, 6. November 2002.